# Clark Kimberling
Clark Kimberling (Hinsdale, 7 november 1942) is een Amerikaans wiskundige en musicus. Hij haalde in 1970 zijn PhD in de wiskunde aan het Illinois Institute of Technology en gaf nadien college aan de Universiteit van Evansville.
Zijn vakgebied beslaat driehoekscentra en rijen in de wiskunde en hymnologie in de muziek. In 1994 gaf hij in zijn Encyclopedia of Triangle Centers een opsomming van driehoekscentra. Ieder driehoekscentrum kreeg een eigen nummer, het naar hem genoemde kimberlingnummer. De lijst is inmiddels op internet geplaatst en omvat anno 2016 meer dan 10.000 driehoekscentra.
Kimberling speelt blokfluit.